# Ngestiharjo
Ngestiharjo is een bestuurslaag in het regentschap Kulon Progo van de provincie Jogjakarta, Indonesië. Ngestiharjo telt 2950 inwoners (volkstelling 2010).